# Цамс
Цамс (на немски: Zams) е селище в Западна Австрия. Разположен е в окръг Ландек на провинция Тирол около река Ин. Надморска височина 767 m. Има жп гара. Отстои на 68 km западно от провинциалния център град Инсбрук. Население 3299 жители към 1 април 2009 г.